# Nävertjärnen (Jokkmokks socken, Lappland)
Nävertjärnen är en sjö i Jokkmokks kommun i Lappland och ingår i Piteälvens huvudavrinningsområde. Nävertjärnen ligger i Piteälven Natura 2000-område.